# Giuseppe Meazza
Giuseppe Meazza, được biết đến như là một trong những cầu thủ xuất sắc nhất bóng đá Italia từng sản sinh ra. Ông sinh ngày 23 tháng 8 năm 1910 ở Milano. Ông mất ngày 21 tháng 8 năm 1979. Ông được phát hiện khi đang chơi bóng ở một mảnh sân nhỏ ở Lombardia và chơi trận đầu tiên cho Inter Milan ở tuổi 17 năm 1927 trong trận đấu ở Coppa Volta và ghi 2 bàn vào lưới Dominante. Kể từ trận đấu này ông ngay lập tức gây ấn tượng với tất cả mọi người và kể từ đó ông không bao giờ làm các CĐV phải thất vọng.
Ông từng khoác áo Inter Milan, Ac milan và Juventus trong suốt sự nghiệp của mình.
Tên ông được đặt tên cho sân vận động của câu lạc bộ Inter Milan.

## Sự nghiệp câu lạc bộ
Ông có phong cách chơi bóng uyển chuyển, thông minh, chính xác và khả năng đặc biệt là có thể cầm bóng từ giữa sân, đi bóng tốc độ và làm động tác giả để lừa đối thủ cho đến khi tiếp cận cầu môn đối phương và lừa qua thủ môn để ghi bàn. Người ta kể lại rằng ở mùa bóng 1933, Meazza làm một cuộc cá cược với Giampiero Combi, đội trưởng tuyển Ý vô địch thế giới năm 1934, thủ môn huyền thoại của Juventus. Trong cuộc thảo luận giữa 2 người bạn về trực giác của thủ môn để đoán ý đồ của tiền đạo khi đối mặt, Combi nói rằng thậm chí Meazza cũng không thể vượt qua ông khi 2 người đối mặt. Meazza ra lời thách thức và Combi chấp nhận. Trận đấu sau đó giữa Inter Milan và Juventus diễn ra ở Arena di Milano và Giuseppe Meazza nỗ lực để ghi một bàn thắng đẹp khi dẫn bóng từ giữa sân lừa qua rất nhiều hậu vệ, trong đó có cả Luisito Monti, cầu thủ mang quốc tịch kép Ý-Argentina vô địch thế giới 1934, và đánh bại Combi bằng động tác giả để đưa bóng vào lưới trống. Ngay sau bàn thắng, Combi đã đến bắt tay thán phục Meazza.
Kỉ lục ghi bàn của ông thật ấn tượng. Ông ghi bàn trong cả 17 mùa bóng ở Serie A, tổng cộng 264 bàn trong 439 trận, ba lần Vua Phá Lưới Serie A (1929-30, 1935-36, 1937-38) và hai lần về nhì (1930-31, 1931-32). Ông lập hat-trick đầu tiên vào tháng 8 năm 1928 khi Inter thắng Brescia 5-1. Ông 2 lần ghi 5 bàn thắng trong một trận năm 1929: 6/1/1929 Inter Milan v Pistoiese 9-1 và 17/3/1929 Inter Milan v Hellas Verona 9-0. Trong cùng mùa bóng ấy (1928/29) ông còn đạt được thành tích đáng nhớ nhất trong sự nghiệp khi ngày 12/5/1929 trong trận Inter Milan v Venezia 10-2 ông ghi được 6 bàn và đó vẫn còn là một kỉ lục cho đến ngày nay.
Với Inter Milan ông chơi 12 mùa bóng liên tiếp từ khi ra mắt ở Serie A, từ mùa 1927-28 đến mùa 1938-39. Trong những mùa đó, ông chơi 344 trận ghi 241 bàn, giành 2 scudetto (1929-30, 1937-38) và 1 cúp Ý (1938-39). Do cuộc sống phung phí của mình, 13 năm sau chứng kiến ông rơi vào tình trạng kiệt quệ về tiền bạc rơi vào vòng luẩn quẩn với chấn thương chân trái buộc ông phải nghỉ cả mùa 1939-40. Khi trở lại sân cỏ, đẳng cấp của ông vẫn được duy trì nhưng không còn tốc độ như trước và một loạt cuộc chuyển nhượng đưa ông đến đại kình địch của Inter Milan là A.C. Milan (1940-41, 1941-42) và Juventus (1942-43).
Trong thời kì chiến tranh thế giới thứ hai, ông chơi 14 trận và ghi 7 bàn cho Varese trong một giải đấu không chính thức và sau chiến tranh ông gia nhập Atalanta mùa bóng 1945-46. Tổng cộng ông chơi 37 trận và ghi 9 bàn cho Milan, chơi 27 trận và ghi 10 bàn cho Juventus và 14 trận cùng 2 bàn cho Atalanta. Nhưng khi Inter Milan lâm vào khủng hoảng, mùa bóng 1946-47 chứng kiến ông trở lại Inter với vai trò cầu thủ kiêm huấn luyện viên giúp đội trụ hạng. Ông ghi 2 bàn trong 17 trận, để đạt con số 361 trận và 243 bàn thắng cho Inter Milan. Trận cuối cùng của ông ở Seria A là Inter Milan v Bologna trên SVĐ San Siro ngày 29/6/1947.
Đây là mùa bóng cuối cùng của ông trong vai trò cầu thủ, kết thúc 17 năm thi đấu ở Serie A, chơi 439 trận và ghi 264 bàn. Ông trở thành huấn luyện viên nhưng sự nghiệp huấn luyện của ông không được suôn sẻ, khi ông chưa bao giờ truyền đạt được những phẩm chất của mình cho các cầu thủ. Trong 15 tháng, ông trở lại ĐTQG với vai trò là huấn luyện viên trưởng cùng Beretta là trợ lý. Trong khoảng thời gian này, từ 24/2/1952 đến 17/5/1953, Azzurri chơi 8 trận thắng 2, thua 4 và hòa 2. Ông mất năm 1979 ở tuổi 68 vào ngày 21/8/1979 ở Lissone. Trong dịp kỉ niệm sinh nhật lần thứ 69 của ông, hội đồng thành phố Milano quyết định đổi tên San Siro thành Sân vận động Giuseppe Meazza.

## Đội tuyển quốc gia
Trong màu áo thiên thanh ông ghi 33 bàn trong 53 trận, trở thành cây ghi bàn số một cho Azzuri trong 30 năm cho đến những năm 70. Đến nay ông vẫn là người ghi bàn nhiều thứ nhì cho đo tuyển, thua người dẫn đầu Riva 2 bàn. Với ĐTQG, khoảnh khắc ghi bàn đáng nhớ nhất của ông là khi ông lập một cú đúp và sút dội cột đội Anh hùng mạnh khi Ý đang bị dẫn 3-0 và chơi với 10 người trong trận chiến ở Highbury (14/11/1934 Anh v Ý 3-2) và một hattrick vào lưới Hungary kiêu ngạo ở Budapest (11/5/1930 Hungary v Ý 0-5).
Ông chơi trận đầu tiên cho tuyển Italia khi mới 18 tuổi ngày 9/2/1930 trên SVĐ Stadio Nazionale del P.N.F. ở Rome. Khi đó Ý đá giao hữu với Thụy Sĩ và thắng 4-2 dù bị dẫn trước chỉ sau 19 phút. Giuseppe Meazza ghi 2 bàn thắng trong chưa đầy 2 phút ở phút 37 và 39.
Trong cùng năm ra mắt ở ĐTQG, ông cùng tuyển Ý giành danh hiệu đầu tiên VĐ Coppa Internazionale lần thứ nhất, tiền thân của 'Cúp các QG châu Âu' quy tụ các QG Trung Âu.
Đây là khúc dạo đầu cho chiến thắng ở World Cup 1934 khi Italia VĐTG trên sân nhà. Do đó cùng với 21 tuyển thủ khác, ông trở thành một trong những cầu thủ châu Âu đầu tiên VĐ World Cup. Meazza là một tiền đạo đa năng, có thể chơi tốt ở vị trí hộ công phải và tiền đạo cắm. Tại World Cup 1934, huấn luyện viên trưởng tuyển Ý Pozzo sử dụng Schiavio làm tiền đạo cắm và Meazza đá lệch sang trái. Meazza đã đóng góp rất lớn vào thành công của tuyển Ý tại World Cup năm đó. Khi gặp lại TBN ở trận đấu lại, Meazza đã ghi bàn ấn định chiến thắng cho Ý trước đại kình địch TBN. Ở giải năm ấy Meazza chơi tất cả năm trận và ghi 2 bàn. Năm 1935 ông lại là thành viên của ĐT giành chức VĐ Coppa Internazionale (lần 3) - chỉ có 9 cầu thủ Ý 2 lần giành cúp Coppa Internazionale và Giuseppe Meazza là một trong số đó.
Bốn năm sau, ông là đội trưởng Azzurri bảo vệ thành công danh hiệu VĐTG 1938 khi Italia giành Rimet Cup ở Pháp. Ở giải này ông chơi 4 trận và ghi 1 bàn. Cùng với đồng đội, ông trở thành một trong những cầu thủ đầu tiên VĐ World Cup ở nước ngoài và cùng với Giovanni Ferrari và Eraldo Monzeglio, ông lập kỉ lục cầu thủ đầu tiên VĐ World Cup 2 lần liên tiếp. Cho đến giờ, 3 cầu thủ này vẫn là những cầu thủ châu Âu duy nhất lập được thành tích đó. Ông chơi trận cuối cùng cho Azzurri 9 năm sau, ngày 20/7/1939 trên SVĐ Olympiastadion ở Helsinki khi là đội trưởng tuyển Italia thắng 3-2 trước Phần Lan trong một trận giao hữu. Tổng cộng ông chơi 53 trận, 17 trận mang băng đội trưởng và ghi 33 bàn thắng trong màu áo tuyển QG. Những thành công đạt được ở giải VĐQG và trên đấu trường quốc tế giúp cho ông được thừa nhận như là cầu thủ vĩ đại nhất nước Ý trước Thế chiến thứ II.
Và huấn luyện viên lão làng người đã có công rất lớn đưa Italia 2 lần liên tiếp VĐTG là Vittorio Pozzo nhận xét về Giuseppe Meazza như sau: "Có Meazza trong đội hình là đồng nghĩa với việc dẫn trước đối thủ 1 bàn dù cho đối thủ là bất cứ đội bóng nào khi trận đấu diễn ra."

## Danh hiệu
1. 2 lần VĐ World Cup 1934, 1938 (Captain)
2. 2 lần VĐ Coppa Internazionale 1930, 1935
3. 3 lần VĐ Serie A (Inter-1929/30, 1937/38, 1939/40)
4. 3 lần Vua Phá Lưới Serie A (Inter-1929/30 31 bàn, 1935/36 25 bàn, 1937/38 20 bàn).
5. 2 lần về nhì Vua Phá Lưới Serie A (Inter-1930/31 25 bàn, 1931/32 22bàn)

## Kỉ lục
1. Cầu thủ đầu tiên VĐ World Cup 2 lần liên tiếp
2. Cầu thủ đầu tiên VĐ World Cup ở nước ngoài
3. Cầu thủ châu Âu đầu tiên VĐ 2 kì World Cup
4. 6 bàn thắng trong một trận, 12/5/1929 Inter v Venezia 10-2